# نمرة (القريا)
نمرة هي قرية سورية تقع في ناحية القريا من منطقة صلخد في محافظة السويداء.

## تاريخ
تقع نمرة بالقرب من بلدة القريا، إلى الجنوب من مدينة السويداء، بجوار طريق رومانية قديمة كانت تربط بين بصرى الشام وقلعة صلخد، وتُحيط بها أراضٍ زراعية وتتميز بتضاريسها الجبلية.
تضم القرية تجمعًا سكنيًا من المنازل الأثرية المبنية من الحجارة البازلتية، وتحتوي على مبانٍ مركزية تشكل ما يُعرف بـ"الأكروبول"، أي هضبة عالية لمستوطنة بشرية قديمة، محاطة بسور عالٍ من الحجارة البازلتية. كما تحتوي على مدافن حجرية تعود للعصور الرومانية والإسلامية، بالإضافة إلى بركة ماء قديمة كانت تُستخدم كمصدر للمياه في فترات الجفاف، وقد اكتُشف في جنوب القرية تجويف صخري طبيعي يُعتقد أنه كان يُستخدم كخزان للمياه.
وصفت الرحالة الليدي آن بلنت القرية في نهاية القرن التاسع عشر، كما زارها المستشرق رينيه ديسو وذكرها في كتابه "المسالك والبلدان".